# José Luis Rodríguez ''El Puma''
José Luis Rodríguez González (Caracas, 14 de gener de 1943), també conegut com a el Puma, és un cantant, actor, presentador de televisió, empresari i productor musical veneçolà. Va ser conductor de programes com Diviertase con el ocho en VTV i Club PTL, i un dels protagonistes del documental: Churún Merú de Renny Ottolina.

## Biografia
José Luis Rodríguez va néixer el 14 de gener de 1943 en la Parròquia Santa Rosalía a la ciutat de Caracas. És l'últim dels onze fills del matrimoni entre el comerciant espanyol José Antonio Rodríguez i la mestressa de casa veneçolana Ana González. El seu pare va morir en 1949 quan José Luis tenia amb prou feines 6 anys d'edat. La seva mare era activista del partit Acció Democràtica, per la qual cosa durant la dictadura de Marcos Pérez Jiménez va decidir exiliar-se en Guayaquil, l'Equador amb els seus dos fills menors. Al seu retorn, José Luis va ingressar a l'Escola Tècnica Industrial de Caracas, on va cursar estudis de tècnic electricista.

### Inicis
Els seus inicis com a cantant es remunten l'edat escolar, primer participant en actes culturals de col·legi, donant serenates i després ingressant com a reemplaçament del vocalista Ariel Rojas en el conjunt de veus juvenils anomenat "Els Zeppy", inspirat en The Platters i Los Cinco Latinos, també integrat per la futura bolerista Estelita del Llano, Nicolás Alvarado, Agustín Calzadilla i Alberto Lewis, qui tenia registrat com a sobrenom artístic el nom d'Al Zeppy. Aquest grup es va formar sent tots estudiants del liceu "Pedro Emilio Coll" en Coche, Caracas. Van realitzar l'enregistrament de dos discos de llarga durada, el primer amb el segell Hit Parade en 1960 i el segon amb el segell Gramcko a mitjan 1961 i es van fer creditors de diversos premis, entre ells el Guaicaipuro de Oro i van fer presentacions a Veneçuela i Curaçao. Malgrat l'èxit aconseguit, la carrera de l'agrupació va ser curta i a mitjan 1962 es produeix la separació del grup per raons personals. Alvarado es va radicar a Texas (als Estats Units), Calzadilla va continuar estudiant i Estelita del Llano, Alberto Lewis i José Luis van decidir seguir en el cant. Immediatament, José Luis va començar a participar en concursos d'afeccionats, donar serenates i presentar-se en diferents locals de Caracas. Un dels seus amics, el compositor i músic José Enrique "Chelique" Sarabia ho integra al seu programa de TV d'afeccionats anomenat "Media hora con Chelique" en RCTV on comença a cantar regularment.
A les darreries de l'any 1962, Sarabia fou qui l'animà a gravar el seu primer disc solista, per a l'empresa discogràfica veneçolana "Productora de discos Velvet", en format EP titulat "Chelique Sarabia presenta su nueva voz: José Luis Rodríguez", interpretant els temes "Ausencia de ti", "Ayer y hoy", "Mis lágrimas sobre las rosas" i "Hoy he vuelto a llorar". Com confessaria anys després Rodríguez, sent artista consagrat, res va passar amb aquest disc d'escasses vendes i la seva situació econòmica era difícil. En aquest temps fa una molt breu aparició en la pel·lícula "Cuentos para mayores" dirigida pel cineasta Román Chalbaud.

### Amb la Billo's Caracas Boys
En el programa televisiu de Chelique Sarabia, i de la mà d'Estelita del Llano on el director d'orquestra, músic i arranjador dominicà Luis María "Billo" Frómeta el descobreix al setembre de 1963 i el contracta com a cantant en la seva orquestra, "Billo's Caracas Boys", on reemplaça el bolerista Felipe Pirela qui realitzava les seves últimes presentacions amb l'orquestra abans d'iniciar la seva carrera com a solista. Amb l'orquestra passà tres anys interpretant boleros i ocasionalment merenga dominicana, música nadalenca i cha-cha-chá, viatjant pel Carib, Amèrica Central i del Sud gravant 16 LP i alguns senzills els quals van constar de 34 cançons i 9 mosaics de temes ballables diversos. Es va consolidar com la figura de crooner en l'orquestra. Va participar en els espais televisius "Esta Noche Billo" i " Billo y su Música" de la televisora Ràdio Caracas Televisió (RCTV). En aquests espais, els cantants de l'orquestra, a més d'interpretar les seves cançons, realitzaven petites actuacions còmiques, la qual cosa li va anar sembrant la seva passió per l'actuació. Davant la imminent fi del seu contracte amb Billo Frómeta, el 22 d'octubre d'aquest any va decidir retirar-se de l'orquestra, sent donada suport a la seva decisió per Frómeta. En entrevistes realitzades posteriorment, tant Frómeta com José Luis posarien l'accent en l'admiració mútua que tots dos sempre es van professar.

### Lila Morillo
En l'espai "Aquesta Nit Billo" coneix el 1965 a la jove cantant i actriu zuliana Lila Morillo qui gaudia de gran popularitat. El festeig de tots dos va ser molt sonat entre periodistes i públic en general. Fins i tot sempre es va comentar que la pròpia mare de José Luis s'oposava a aquesta relació.[cita  Finalment la parella d'artistes contreu matrimoni civil el 27 de juny de 1966. Per a aquesta època, tots dos cantants signats amb el mateix segell "Velvet de Veneçuela", van realitzar junts diversos enregistraments de senzills com a "Felicitacions", "El gall dindi de Lila", No em vulgui tant", "El fill de ningú" i "Liliana", tema compost per tots dos per a la seva primera filla, Liliana, nascuda el 26 d'abril de 1967. El 12 de juny de 1969 neix la seva segona filla, Lilibeth Morillo. Lila i José Luis, ja com a esposos, van participar en discos, telenovel·les, comercials i gires. Van regentar el "Club La Font", un espai d'esplai nocturn en l'est de Caracas en els anys 1970. Al temps, la vida atrafegada i les absències, possiblement van inferir en què la parella es divorciés. La unió legal va durar exactament 20 anys i tres dies. La separació es va produir l'1 de juliol de 1986.

### Solista
José Luis aconseguí la seva primera oportunitat d'actuar com a solista (sent encara integrant de la "Billo's Caracas Boys") en el 1r Festival de la Cançó Moderna Veneçolana (1965), després anomenat Festival de la Fundación del Niño, organitzat per la "Fundación del Niño", certamen en el qual interpreta el tema "Amor, laurel y luz" sota direcció i arranjaments del propi Billo Frómeta. Després participà en el mateix festival en la seva 2a edició, celebrada al novembre de 1966, amb "Caracas de ayer", comptant una vegada més amb Billo Frómeta en els arranjaments i direcció orquestral, malgrat no ser ja integrant de la seva orquestra. Pot considerar-se aquest com l'últim arranjament fet per Frómeta per a ell. És durant aquesta època, que fa algunes incursions en l'actuació dramàtica, tot participant en la comèdia musical de la televisora RCTV "Cantando llega el amor", escrita pel libretista Enrique Menéndez Bardón, produït per José Fariñas, amb música de Chelique Sarabia i protagonitzada al costat de Mirtha Pérez i Mirla Castellanos.
A la fi de 1966, signa el seu primer contracte discogràfic amb l'empresa "Productora de discos Velvet" i grava al desembre el seu primer LP titulat "José Luis...favorito!", en el qual segueix la tendència marcada per Felipe Pirela, grava tangos en ritme de boleros, fins que decideix mudar-se a les balades i altres gèneres pop. Es fa creditor aquest any del premi "Guaicaipuro de Oro" com a Cantant de l'Any. El lliurament del guardó es va fer el 15 d'abril de 1967.
En 1967 debuta com a actor de telenovel·les amb "Donde no llega el sol" de Muñoz Rico, per a Ràdio Caracas Televisió, al costat de Rosita Vásquez, Oscar Martínez i Lupita Ferrer produït per José Fariñas. En paral·lel, participa en el tercer Festival del Niño del 1967 amb el tema " Te Quiero". El seu següent LP "Lo Romántico de José Luis", gravat el 1968 marca aquest canvi en l'estil de l'artista. Llavors el seu rang d'acció comprenia el seu país i nacions veïnes, excepte el Brasil. Les telenovel·les en les quals va participar comencen a donar-li una nova figuració artística pel fet que es difonien amb facilitat en el mercat internacional. No obstant això, la carrera de Rodríguez comença a ser marcada més pel seguiment dels mitjans de faràndula que pel seu talent natural.

### Cinema, telenovel·les i cançons
El 1969, és seleccionat per a representar a Veneçuela en el "Primer Festival de la Canción Latina" que es va celebrar en el "Teatre Ferrocarrilero" de la Ciutat de Mèxic, entre els dies 19 i 23 de març d'aquest any. La cançó que va presentar va ser titulada "No, no puede ser", escrita pel compositor, cantant i productor de televisió Dionny López. El festival el va guanyar Lucecita Benítez en representació de Puerto Rico amb el tema "Génesis", mentre que Veneçuela va obtenir el tercer lloc i va guanyar la medalla d'or a la millor cançó, obtenint Rodríguez, de la seua banda, igual guardó com a millor intèrpret masculí. Aquesta experiència, li serveix per a gravar un tercer LP amb Velvet titulat "Grito al mundo" (1969) i, alhora, per a obtenir un contracte d'enregistrament amb la filial mexicana del segell CBS Columbia, amb la qual grava el seu àlbum titulat "José Luis Rodríguez". És en aquest temps que aconsegueix participar com a figura estel·lar en dues pel·lícules mexicanes dirigides per Fernando Cortés i produïdes per Lucho Gatica (el rei del bolero), "Las Golfas" al costat d'Isela Vega, Gilda Mirós, Gina Romand, Malú Reyes i Sandra Boyd en 1969 i "Los Júniors" al costat de Pedro Armendariz Jr, Andrés García, Clàudia Illes i Don Ángel Garasa en 1970.
Al gener de 1971 participa en el Festival de la Voz de Oro en Barquisimeto amb el tema "El payaso de la vida" de Chelique Sarabia aconseguint de nou el tercer lloc. Aquesta cançó es va editar en disc sent la seva última aparició per al segell Velvet. La seva carrera d'actor va prendre més alt nivell sent contractat des de 1968 per la televisora "Cadena Venezolana de Televisión". En aquest canal fou el protagonista de "La consentida de Papá" al costat de l'actriu peruana Regina Alcóver. Amb la cançó d'aquesta sèrie, en format de 45rpm, s'estrena dins del segell discogràfic "Top Hits". En paral·lel, debuta com a animador amb l'espai "Diviértase en el ocho", programa de tall musical i de concursos per al mateix canal.
El 1972 va ser un dels protagonistes del Churún Merú de Renny Ottolina, la primera expedició veneçolana a arribar al Parc nacional Canaima, a més orienta la seva carrera musical cap a gèneres pop de la mà del cantautor zuliano Edgar Enrique Quintero, sobrenomenat Edgar Alexander, qui venia de ser líder de l'agrupació "Los Impala" i qui va compondre cançons especialment per a ell en el seu primer àlbum per a Top Hits "El hombre de la cima".
El 1973 José Luis fa pública la seva decisió d'abandonar el catolicisme i es bateja pel ritu protestant, en Sant Joan de Puerto Rico. En aquest any, va secundar al costat de Lila Morillo la candidatura del polític veneçolà Lorenzo Fernández, del partit COPEI, en les eleccions presidencials d'aquest any, les quals va guanyar Carlos Andrés Pérez. Va incloure el seu contracte amb aquesta agrupació política, la seva aparició en propagandes i l'enregistrament d'un disc de 45 RPM juntament amb la seva esposa, amb temes usats en la campanya d'aquesta organització. Al marge d'aquesta activitat, inicialment, la música de Rodríguez s'adaptarà a la seva nova fe religiosa, tornant després al seu repertori habitual i participant en alguns programes de televisió d'organitzacions protestants com a Club PTL, presentat a Puerto Rico.
Coprotagonitzà en 1974 la telenovel·la veneçolana "Una muchacha llamada Milagros", per al canal Venevisión al costat de Rebeca González i José Bardina, original de Dèlia Fiallo, en la qual interpreta un enigmàtic i solitari personatge denominat "El Puma" personatge basat en la cançó del cantant argentí Sandro, "Est és el meu amic el Puma". A partir de llavors se'l coneixerà per aquest sobrenom. Al febrer dñnya de la Mar a Xile i el 26 d'octubre de 1974 representa a Veneçuela en el tercer Festival de la OTI celebrat a Acapulco, Mèxic amb el tema "Vuelve", obtenint el tercer lloc, sent aquesta la seva última participació en festivals.
En 1975 protagonitza al costat de l'actriu Ada Riera la telenovel·la "La Señorita Elena" també per a Venevisión. El 1976, signà un contracte amb l'empresa porto-riquenya Salvation Rècords, empresa creada pels músics Richie Ray i Bobby Cruz amb la qual gravà el seu únic disc de caràcter religiós titulat "En sus manos" o "Una nueva canción". No obstant això, com a cantant la seva carrera sofria cert estancament, ja que el seu treball com a actor omplia la seva agenda artística. Torna en 1976 a Ràdio Caracas Televisió i protagonitza les telenovel·les "Isabelita" al costat de Helianta Cruz i "Angélica", "Carolina", "Tormento", "La Hija de Juana Crespo" i "Residencia de Señoritas" al costat de l'actriu veneçolana Mayra Alejandra com a parella protagonista.
Entre 1974 i 1977, edita tres discos més amb el segell "Top Hits". El 1976, és quan coneix a l'empresari argentí Héctor Maselli, qui decideix internacionalitzar-lo. En 1978 aconsegueix ser protagonista a Puerto Rico en la telenovel·la "Cristina Bazán" al costat de l'actriu Johanna Rosaly, telenovel·la que li obre les portes internacionals.

### Internacionalització
En 1977 signatura contracto amb la divisió espanyola d'Ariola Records, gravant a Espanya el seu primer disc en aquest país l'àlbum "El teu / Una Cançó D'Espanya" produït pel compositor Manuel Alejandro, del qual la balada "Perdré el cap pel teu amor" es converteix en el tema central de la telenovel·la "Cristina Bazán" , gravada a Puerto Rico i el seu primer gran èxit en aquesta etapa venent dos milions de còpies. A aquest àlbum li succeeix en 1978 "Por si volvieras" igualment amb la producció de Manuel Alejandro. D'aquest disc, es converteixen en èxits els temes "Amante eterna, Amante mía", "Te imaginas María", "Tendría que llorar por ti" y "Dulcemente amargo", "Este amor es un sueño de locos" aconseguint vendre més de tres milions de còpies.
En 1979 treballa de nou amb RCTV i protagonitza les seves dues últimes telenovel·les amb aquest canal, totes dues dirigides per César Bolívar i amb Pierina Espanya com a protagonista, "Sangre Azul" i "Estefanía". Aquesta última la deixa inconclusa per a poder complir els seus compromisos musicals amb el seu tercer disc gravat a Espanya a finalitats de 1979. Al desembre d'aquest 1979, és l'estrella convidada al Festival OTI 79 celebrat a Caracas, interpretant "Canto a Iberoamérica" del compositor Pablo Schneider.
En 1980, surt al mercat el seu tercer disc gravat a finalitats de 1979 a Espanya, anomenat "Me vas a echar de menos" per al mercat espanyol i "Atrévete" per al mercat llatinoamericà, el qual va ser produït pels compositors espanyols Pablo Herrero i José Luis Armenteros. En l'àlbum van ser incloses set creacions d'aquest reeixit duo, una segona versió del tema "Se busca" del veneçolà Fernando Touzent i el corregut veneçolà, compost en 1949, titulat "Pavo Real", del cantant i compositor veneçolà, mort en 1996, César de l'Àvila ja consolidant-se com la figura número u de Llatinoamèrica amb més de tres milions de còpies. Al febrer de 1980 és convidat com a jurat al Festival de Viña de la Mar a Xile i acaba participant com a cantant causant tant de renou, que li va ser atorgat el premi La Gaviota de Plata, únic premi atorgat pel poble xilè.
En 1981, signatura amb la divisió espanyola de l'empresa discogràfica CBS (actualment Sony Music), i es dona a conèixer a Veneçuela un àlbum titulat José Luis Rodríguez cantando éxitos de siempre, que va ser una reedició parcial del seu àlbum gravat a Mèxic en 1969.
A l'any següent, novament amb CBS i el suport del compositor espanyol Manuel Alejandro i els seus col·laboradors Ana Magdalena (pseudònim de Purificació Casas Romero, esposa del compositor) i David Beigbeder, es llança l'àlbum "Dueño de nada" on la balada que dona el nom a l'àlbum es converteix en el tema més representatiu del cantant, les vendes del qual van batre rècords venent més de 15 milions de còpies al voltant del món, èxit que li consolida com l'artista llatí número 1 a nivell mundial. Gràcies a aquest èxit conquista el Brasil, Itàlia, França, Israel, el Japó, i els Estats Units aconseguint mantenir una pugna amb Julio Iglesias per la rivalitat artística. A causa d'aquest gran èxit actua com a convidat en la gala de Miss Univers 1982 sent el primer artista de parla castellana a ser l'estrella convidada en aquest concurs i repetint a l'any següent com a figura principal de Miss Univers 1983.
Gràcies a CBS, Rodíguez és llançat al mercat discogràfic del Brasil amb el LP "Dono de nada", que conté versions en idioma portuguès de temes de l'anterior disc i amb alguns temes de l'àlbum "Atrévete", convertint-se en el primer cantant veneçolà que grava en aquest idioma. L'estratègia és recolzada per la seva presentació en alguns programes de televisió emesos al Brasil. El 1981 participa aquesta vegada com a artista convidat en el Festival de Viña de la Mar, estrenant allí la cançó "Xile, aquí es respira amor", amb músic d'ell i lletra del poeta veneçolà Manuel Graterol Santander, que mai va figurar en la seva discografia oficial. Durant la seva actuació en l'últim dia del festival, va tenir una trobada amb el cantant espanyol Julio Iglesias, ja que la premsa destacava una suposada rivalitat entre ells donat els seus estils diferents de cantar i principalment per la popularitat que tots dos aconseguien. Posteriorment, tots dos van solucionar les seves diferències i van gravar a duo en una sola ocasió el tema Torero.
En 1983 s'edita el disc "Ven" recolzat novament pels compositors Pablo Herrero i José Luis Armenteros, del qual són temes promocionals"Culpable soy yo", "Shalom" i "No te pareces a nadie" del cantautor José María "Chema" Purón.
Posteriorment, comença a residir a Miami (Estats Units). El 1984, marca una nova fita en la seva carrera en presentar-se com a convidat en el Festival de San Remo (Itàlia) i gravar en idioma italià l'LP "Due Come Noi" ("Dos com nosaltres") que conté el tema del mateix nom compost per Toto Savio i Amerigo Casella, amb versió castellana posterior de Luis Gómez-Escolar, i intenta arribar al mercat de parla anglesa dels Estats Units, sense aconseguir-lo. No obstant això, hi va fer alguna cosa conegut, com ho denota la seva presència a la Casa Blanca convidat per Nancy Reagan, per a l'esmorzar anual en honor de les esposes dels congressistes, en la celebració de les noces d'or de l'humorista estatunidenc Bob Hope i en la Teletón organitzada per l'actor humorístic Jerry Lewis. Igualment, va aparèixer en el programa de la cantant Ann Murray i es va presentar en el teatre Ràdio City Music Hall de Nova York, el Teatre Grec de Los Angeles i el Summit de Houston. Abandona després el seu intent per conquistar als mercats europeus i brasilers.
Igualment, participa el 9 de març de 1985 en l'enregistrament del tema "Cantaré, cantarás" composta per Juan Carlos Calderón i Albert Hammond, amb diversos artistes espanyols com Julio Iglesias, Rocío Jurado, Miguel Gallardo, Ramon Arcusa i llatinoamericans com Emmanuel, Lucía Méndez, Pedro Vargas, José José, Celia Cruz, Vikki Carr, Roberto Carlos i Simone, en una fi molt semblant al de l'àlbum "We are the world". En aquest mateix 1985 es grava a Espanya el seu àlbum "El Último Beso", que va incloure un duo amb la cantant brasilera Simone en el que marca l'inici de les seves eventuals col·laboracions amb altres artistes, i els temes promocionals van ser el tema veneçolà de Celestino "Tino" Carrasco titulat "Amalia Rosa" i l'èxit "Agárrense de las manos" de Chema Purón.

### Empresari i cantant
Per a 1987, José Luis inicia una relació de parella amb la model cubana Carolina Pérez, amb qui es casaria al juny de 1996 i amb qui va procrear a la seva filla menor, Gènesi Rodríguez, nascuda el 29 de juliol de 1987. El 1988, sent ja un artista reconegut internacionalment, El Puma arrisca el seu prestigi fent costat obertament al polític veneçolà Carlos Andrés Pérez qui aspirava a ser reelegit president de Veneçuela, la qual cosa va aconseguir. Ja en aquest període, "El Puma" consolida la seva carrera de cantant en els mercats hispans i només torna al seu país per a fer "Somni amb tu" telenovel·la que protagonitza al costat de l'actriu Elluz Peraza i que va amb el llançament de l'àlbum homònim produït per Albert Hammond, i posteriorment, en 1992, gravant la telenovel·la "Pell" al costat de l'actriu Alba Roversi i el llançament del respectiu disc produït per Manuel Alejandro.